# LEO computer

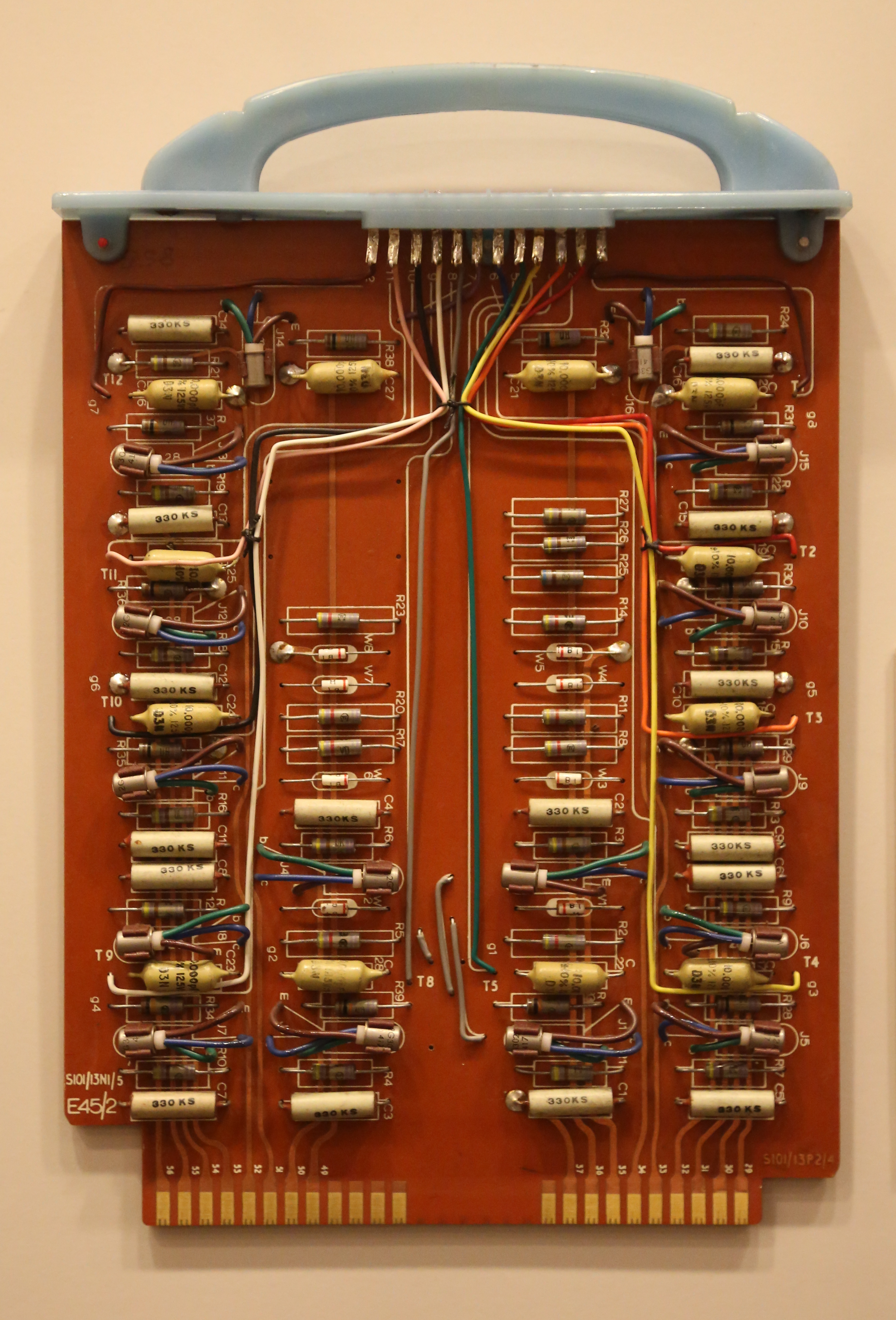
Placa de circuito do LEO computer

LEO (Lyons Electronic Office) foi o primeiro computador comercial, desenvolvido no Reino Unido. Surgiu em 1951, bastante aparentado com o seu modelo, o EDSAC (Electronic Delay Storage Automatic Computer) de Cambridge. 